# Arrondissement Dijon
Arrondissement Dijon (fr. Arrondissement de Dijon) je správní územní jednotka ležící v departementu Côte-d'Or a regionu Burgundsko ve Francii. Člení se dále na 21 kantonů a 259 obcí.

## Kantony
| - Auxonne - Chenôve - Dijon-1 - Dijon-2 - Dijon-3 - Dijon-4 - Dijon-5 - Dijon-6 - Dijon-7 - Dijon-8 - Fontaine-Française | - Fontaine-lès-Dijon - Genlis - Gevrey-Chambertin - Grancey-le-Château-Neuvelle - Is-sur-Tille - Mirebeau-sur-Bèze - Pontailler-sur-Saône - Saint-Seine-l'Abbaye - Selongey - Sombernon |